# Francesco da Carrara
Pour les articles homonymes, voir da Carrara.
Pour les autres membres de la famille, voir Maison da Carrara.
Francesco de Carrara (29 septembre 1325 à Monza - 6 octobre 1393 à Padoue) est un seigneur italien du Moyen Âge. 

## Biographie
Fils de Jacopo II da Carrara, Francesco da Carrara fut proclamé seigneur de Padoue, conjointement avec son oncle Giacomino da Carrara. Pendant cinq ans ils maintinrent entre eux la meilleure harmonie, et l'État prospéra par leurs soins réunis; mais au bout de ce temps, Francesco, informé que son oncle avait formé le projet de le faire assassiner, le prévint en l'arrêtant lui-même (1355), et en le renfermant dans une forteresse où il mourut en 1372. 
François fit la guerre aux Vénitiens : d'abord battu et forcé de payer tribut (1372), il eut plus de succès en 1378; il faillit alors causer la ruine de la République de Venise, et se fit relever de toutes les conditions onéreuses qui lui avaient été imposées par le précédent traité. Cependant, en 1388, il fut vaincu par Jean Galéas Visconti, et contraint de lui livrer Padoue et Trévise. Il fut lui-même enfermé dans un château fort, et y mourut en 1393.

## Sources
- Marie-Nicolas Bouillet  et Alexis Chassang (dir.), « Francesco da Carrara » dans Dictionnaire universel d’histoire et de géographie, 1878 (lire sur Wikisource)